# Сергєєв Іван Олександрович
Іван Сергеєв (нар. 20 січня 1988) — колишній український тенісист.
Найвищу одиночну позицію світового рейтингу — 147 місце досяг 9 серпня 2010, парну — 230 місце — 29 липня 2013 року.
Здобув 2 одиночні та 1 парний титул.
Найвищим досягненням на турнірах Великого шолома було 2 коло в одиночному розряді.

## Часовий графік результатів
| W | Ф | ПФ | ЧФ | #Р | КТ | К# | DNQ | A | NH |

### Одиночний розряд
| Турніри Великого шлему                 |     |     |     |     |     |     |       |     |     |
| Відкритий чемпіонат Австралії з тенісу |     |     | 2р  | К2р |     | К1р | 0 / 1 | 1–1 | 50% |
| Відкритий чемпіонат Франції з тенісу   | К1р |     | К1р |     |     | К1р | 0 / 0 | 0–0 | –   |
| Вімблдонський турнір                   |     |     |     |     |     |     | 0 / 0 | 0–0 | –   |
| Відкритий чемпіонат США з тенісу       |     |     | К2р |     | К1р | К1р | 0 / 0 | 0–0 | –   |
| В-П                                    | 0–0 | 0–0 | 1–1 | 0–0 | 0–0 | 0–0 | 0 / 1 | 1–1 | 50% |
| Тур ATP Мастерс 1000                   |     |     |     |     |     |     |       |     |     |
| Індіан-Веллс                           |     |     |     |     |     | К1р | 0 / 0 | 0–0 | –   |
| Відкритий чемпіонат Маямі з тенісу     |     |     |     |     |     | К1р | 0 / 0 | 0–0 | –   |
| В-П                                    | 0–0 | 0–0 | 0–0 | 0–0 | 0–0 | 0–0 | 0 / 0 | 0–0 | –   |

## Фінали ATP Челленджер і ITF Ф'ючерс

### Одиночний розряд: 21 (11–10)
| Легенда              |
| -------------------- |
| ATP Челленджер (2–2) |
| ITF Ф'ючерс (9–8)    |

| Фінали за покриттям |
| ------------------- |
| Тверде (2–4)        |
| Ґрунт (9–6)         |
| Трава (0–0)         |
| Килим (0–0)         |

| Результат | В-П   | Дата     | Турнір                  | Рівень     | Покриття | Суперник            | Рахунок            |
| --------- | ----- | -------- | ----------------------- | ---------- | -------- | ------------------- | ------------------ |
| Поразка   | 0–1   | Сер 2006 | Румунія F16, Арад       | Ф'ючерс    | Ґрунт    | Віктор Йоніце       | 4–6, 3–6           |
| Перемога  | 1–1   | Тра 2007 | Болгарія F2, Русе       | Ф'ючерс    | Ґрунт    | Івайло Трайков      | 3–6, 6–2, 6–2      |
| Перемога  | 2–1   | Чер 2007 | Україна F3, Черкаси     | Ф'ючерс    | Ґрунт    | Михайло Васильєв    | 6–4, 6–0           |
| Поразка   | 2–2   | Сер 2007 | Саранськ, Росія         | Челленджер | Ґрунт    | Михайло Кукушкін    | 3–6, 1–6           |
| Перемога  | 3–2   | Сер 2008 | Росія F4, Moscow        | Ф'ючерс    | Ґрунт    | Андрій Горбан       | 6–4, 6–4           |
| Перемога  | 4–2   | Бер 2009 | Туреччина F2, Анталія   | Ф'ючерс    | Ґрунт    | Валерій Руднєв      | 6–3, 6–1           |
| Перемога  | 5–2   | Кві 2009 | Туреччина F3, Анталія   | Ф'ючерс    | Ґрунт    | Робін Рошардт       | 6–0, ret.          |
| Поразка   | 5–3   | Лип 2009 | Грузія F1, Тбілісі      | Ф'ючерс    | Ґрунт    | Маттео Марраї       | 7–5, 1–6, 3–6      |
| Поразка   | 5–4   | Сер 2009 | Карші, Узбекистан       | Челленджер | Тверде   | Райнер Айцінґер     | 3–6, 6–1, 6–7(3–7) |
| Перемога  | 6–4   | Сер 2009 | Алмати, Казахстан       | Челленджер | Тверде   | Дастін Браун        | 6–3, 5–7, 6–4      |
| Перемога  | 7–4   | Сер 2010 | Саранськ, Росія         | Челленджер | Ґрунт    | Марек Сем'ян        | 7–6(7–2), 6–1      |
| Поразка   | 7–5   | Бер 2012 | Україна F2, Черкаси     | Ф'ючерс    | Тверде   | Андіс Юшка          | 6–7(4–7), 6–7(4–7) |
| Перемога  | 8–5   | Бер 2012 | Туреччина F11, Анталія  | Ф'ючерс    | Ґрунт    | Флор'ян Рене        | 6–2, 6–2           |
| Перемога  | 9–5   | Кві 2012 | Узбекистан F1, Наманган | Ф'ючерс    | Тверде   | Володимир Ігнатик   | 7–6(7–5), 6–1      |
| Поразка   | 9–6   | Кві 2012 | Узбекистан F2, Андижан  | Ф'ючерс    | Тверде   | Вішну Вардган       | 3–6, 6–7(1–7)      |
| Перемога  | 10–6  | Тра 2012 | Болгарія F1, Варна      | Ф'ючерс    | Ґрунт    | Теодор-Дачан Кречун | 6–0, ret.          |
| Перемога  | 11–6  | Тра 2012 | Болгарія F2, Пловдив    | Ф'ючерс    | Ґрунт    | Едоардо Еремін      | 6–4, 6–2           |
| Поразка   | 11–7  | Чер 2012 | Туреччина F21, Мерсін   | Ф'ючерс    | Ґрунт    | Флор'ян Рене        | 6–4, 1–6, 4–6      |
| Поразка   | 11–8  | Чер 2012 | Туреччина F22, Конья    | Ф'ючерс    | Тверде   | Олександр Недовєсов | 2–6, 6–7(2–7)      |
| Поразка   | 11–9  | Чер 2012 | Росія F8, Казань        | Ф'ючерс    | Ґрунт    | Ніколоз Басілашвілі | 4–6, 6–7(3–7)      |
| Поразка   | 11–10 | Лип 2012 | Росія F9, Казань        | Ф'ючерс    | Ґрунт    | Андрій Куманцов     | 3–6, 6–3, 4–6      |

### Парний розряд: 12 (7–5)
| Легенда              |
| -------------------- |
| ATP Челленджер (1–2) |
| ITF Ф'ючерс (6–3)    |

| Фінали за покриттям |
| ------------------- |
| Тверде (2–0)        |
| Ґрунт (5–5)         |
| Трава (0–0)         |
| Килим (0–0)         |

| Результат | В-П | Дата     | Турнір                       | Рівень     | Покриття | Партнер             | Суперники                           | Рахунок          |
| --------- | --- | -------- | ---------------------------- | ---------- | -------- | ------------------- | ----------------------------------- | ---------------- |
| Поразка   | 0–1 | Вер 2006 | Румунія F18, Тімішоара       | Ф'ючерс    | Ґрунт    | Патерн Мамата       | Паоло Бенінка Thomas-Cristian Hodel | 4–6, 3–6         |
| Поразка   | 0–2 | Лип 2007 | Франція F11, Нантей-ан-Валле | Ф'ючерс    | Ґрунт    | Леонарду Таваріш    | Жонатан Ейссерік Адріан Маннаріно   | 1–6, 4–6         |
| Перемога  | 1–2 | Лис 2008 | ОАЕ F2, Ель-Фуджайра         | Ф'ючерс    | Тверде   | Денис Молчанов      | Томас Кроманн Філіп Прпіч           | 2–6, 7–5, [10–5] |
| Поразка   | 1–3 | Лип 2009 | Грузія F2, Тбілісі           | Ф'ючерс    | Ґрунт    | Олександр Агафонов  | Іван Аніканов Артем Смірнов         | 3–6, 6–3, [7–10] |
| Поразка   | 1–4 | Сер 2009 | Самарканд, Узбекистан        | Челленджер | Ґрунт    | Валерій Руднєв      | Каден Генсел Адам Габбл             | 5–7, 5–7         |
| Поразка   | 1–5 | Чер 2010 | Битом, Польща                | Челленджер | Ґрунт    | Костянтин Кравчук   | Іво Клець Артем Смірнов             | 6–1, 3–6, [3–10] |
| Перемога  | 2–5 | Бер 2012 | Туреччина F11, Анталія       | Ф'ючерс    | Ґрунт    | Андрій Чумак        | Патрік Брюдольф Флор'ян Рене        | 6–3, 7–6(7–5)    |
| Перемога  | 3–5 | Тра 2012 | Болгарія F1, Варна           | Ф'ючерс    | Ґрунт    | Олександр Недовєсов | Валентин Димов Дімітар Кузманов     | 6–1, 6–1         |
| Перемога  | 4–5 | Чер 2012 | Туреччина F21, Мерсін        | Ф'ючерс    | Ґрунт    | Олександр Недовєсов | Брайден Клейн Маверік Бейнс         | 3–6, 6–1, [10–7] |
| Перемога  | 5–5 | Чер 2012 | Туреччина F22, Конья         | Ф'ючерс    | Тверде   | Олександр Недовєсов | Вільям Бо-Віґард Деніел Глансі      | 7–6(7–5), 6–1    |
| Перемога  | 6–5 | Чер 2012 | Росія F8, Казань             | Ф'ючерс    | Ґрунт    | Олександр Недовєсов | Олександр Лобков Олександр Румянцев | 6–2, 6–4         |
| Перемога  | 7–5 | Сер 2012 | Самарканд, Узбекистан        | Челленджер | Ґрунт    | Олександр Недовєсов | Дівідж Шаран Вішну Вардган          | 6–4, 7–6(7–1)    |